# Olya (inslagkrater)
Olya is een inslagkrater op de planeet Venus. Olya werd in 1985 genoemd naar Olya, een Russische meisjesnaam.
De krater heeft een diameter van 13,4 kilometer en bevindt zich op Guinevere Planitia net boven de Senectus Tesserae in het zuidoosten van het quadrangle Metis Mons (V-6).